# Вапнування ґрунтів
Вапнування — метод хімічної меліорації кислих ґрунтів, що полягає у внесенні в них вапняних добрив: кальциту, доломіту (доломітове борошно), вапняку, відходів цукрового виробництва (дефекату), гашеного вапна тощо. Ефект вапнування ґрунтується на заміщенні в ґрунтовому вбирному комплексі (ҐВК/ҐКВК) іонів водню і алюмінію на наявний в добриві кальцій або магній. Рівень кислотності ґрунту і потребу його у вапнуванні в агроценозах визначають за комплексом агрохімічних показників (обмінної і гідролітичної кислотності, ступеня насиченості ґрунту основами і їх співвідношенням, вмістом органічних речовин, рухомих сполук алюмінію й заліза) з урахуванням гранулометричного складу ґрунту та біологічних особливостей культур у сівозміні.
За ступенем насиченості основами та потребі у вапнуванні ґрунти поділяють на 4 групи: <50% – необхідно; 50% – необхідно вапнувати в першу чергу; 50-70% – є потреба у вапнуванні; 70-90% – вапнування проводять з урахуванням набору культур у сівозміні та рівня внесення мінеральних добрив; >90% – вапнування не потрібне. 
Потреба ґрунтів України у вапнуванні залежно від гідролітичної кислотності: > 4 мг-екв/100 г ґрунту — Ґрунти потребують першочергового вапнування в усіх ґрунтово-кліматичних зонах України; 4-3 — Ґрунти потребують першочергового вапнування в зонах Полісся та Лісостепу. Середня потреба у вапнуванні ґрунтів Прикарпаття та Західного Лісостепу, слабка – в гірських районах Карпат; 3-2 — Середня потреба ґрунтів у вапнуванні в зонах Полісся та лісостепу, слабка – в Прикарпатті, відсутня – в гірських районах Карпат; 2-0,8 — Доцільне вапнування опідзолених ґрунтів Лісостепу; необхідне – на Поліссі на супіщаних, піщаних та глинисто-піщаних ґрунтах; 1,8-1,5 — Слабка потреба у вапнуванні піщаних та глинисто-піщаних ґрунтів; < 1,5 — Вапнування не потребують.
Реакція відбувається за такою схемою: [ҐКВК]2Н+  + Са(НСО3)2 → [ҐКВК]Са2+ + Н2О + СО2;